# Spinomantis microtis
A Spinomantis microtis  a kétéltűek (Amphibia) osztályába és  a békák (Anura) rendjébe, az aranybékafélék (Mantellidae) családjába tartozó faj. 

## Előfordulása
Madagaszkár endemikus faja. A sziget délkeleti csúcsán, 800–1400 m-es tengerszint feletti magasságban honos.

## Taxonómiai besorolása
Ezt a fajt elsőként Jean Marius René Guibé írta le 1974-ben, akkor a Rhacophorus nembe helyezte. Frank Glaw és Miguel Vences 1994-ben áthelyezte a fajt a Boophis nembe. Ezt követően, 1997-ben Franco Andreone és Herilala Randriamahazo a Mantidactylus nembe sorolta át, végül 2006-ban Glaw és Vences helyezte el mai helyére, a Spinomantis nembe.

## Megjelenése
Közepes méretű Spinomantis faj. A hímek mérete 30–48 mm. Mellső lába úszóhártya nélküli. Háti bőre sima vagy nagyon finoman szemcsés. Színe olajzöld, nem határozott, lekerekített barna foltokkal Ujjcsúcsai fehéres színűek. A hímeknek nincsenek combmirigyeik. 

## Természetvédelmi helyzete
A vörös lista a veszélyeztetett fajok között tartja nyilván. Elterjedési területe kisebb mint 5000 km². Az összes egyed kevesebb mint öt helyen él. Élőhelyének területe csökken, minősége fokozatosan romlik. Egy védett területen, az Andonahela Nemzeti Parkban fordul elő.